# ビスケー
株式会社ビスケー（英: Bis caye Co.,Ltd）は、東京都渋谷区に本社を置く持株会社である。
ミセスブランドやヤングキャリアブランド、インポートブランドを扱う会社を傘下に持つ。

## 概要
1985年（昭和60年）株式会社ビスケーとして設立。2003年（平成15年）（平成13年）に持株会社制に移行した。2007年（平成19年）には、豊田通商と資本業務提携契約を締結し持分法適用会社となっていたが、2010年（平成22年）8月31日には株式交換により完全子会社となった。

## 沿革
- 1985年（昭和60年）1月22日 - 「株式会社ビスケー」として設立。
- 1997年（平成9年）6月26日 - 日本証券業協会（現・ジャスダック）に店頭登録。
- 2003年（平成15年）1月 - 持株会社制に移行し「株式会社ビスケーホールディングス」に商号を変更。
- 2003年（平成15年）11月 - 株式会社ファンコレクションを子会社化。
- 2004年（平成16年）3月 - アナディス株式会社を子会社化。
- 2004年（平成16年）4月 - 株式会社ユーロモーダを子会社化。
- 2004年（平成16年）11月 - 子会社の株式会社ファンコレクションを存続会社とし同じく子会社の株式会社デイズを合併。同時に株式会社デイズに商号を変更。
- 2005年（平成17年）4月 - 有限会社SHINSの第三者割当増資を引き受け子会社化。株式会社に組織変更し株式会社SHINSとする。
- 2007年（平成19年）4月 - 豊田通商株式会社と資本業務提携契約を締結。同社に対し第三者割当増資を実施し、持分法適用会社となる。
- 2007年（平成19年）9月 - 子会社の再編によりビスケーを存続会社としてビーシーコーポレーションを合併。株式会社デイズを存続会社とし株式会社ブランミューを合併し株式会社ブランミューデイズに商号を変更。
- 2008年（平成20年）3月 - 三喜商事株式会社に株式会社ユーロモーダ全株式を譲渡。
- 2009年（平成21年）9月 - 子会社のビスケーを存続会社とし同じく子会社の株式会社ビーシープランニングおよび株式会社セットフォアを合併。
- 2009年（平成21年）10月 - 株式会社ウィゴーに株式会社SHINSの全事業を譲渡。
- 2010年（平成22年）8月26日 - 上場廃止。
- 2010年（平成22年）8月31日 - 株式交換により豊田通商株式会社の完全子会社となる。
- 2016年（平成28年）2月 - 自社ブランドを終了[1]。

## グループ会社
- 善美国際股份有限公司
- バーンズ株式会社
- 株式会社ブランミューデイズ
- アナディス株式会社
- 株式会社シャンテクレールジャパン
- 株式会社SEPT HUIT